# Pietro Terracciano
Pietro Terracciano (San Felice a Cancello, 8 marzo 1990) è un calciatore italiano, portiere del Milan.

## Biografia
È nato a San Felice a Cancello da genitori originari di Arienzo (CE), paesino in cui è cresciuto. 
Come ha dichiarato in un'intervista, i bisnonni erano di Avellino.

## Caratteristiche tecniche
Dotato di un buon fisico, è abile nelle uscite, nel posizionamento e possiede anche dei buoni riflessi, che gli permettono spesso di compiere parate appariscenti, ma anche molto efficaci.
I tifosi della Fiorentina l'hanno affettuosamente soprannominato San Pietro.

## Carriera

### Gli inizi, Catania e vari prestiti
Terracciano è cresciuto nelle giovanili dell'Avellino, aggregato alla prima squadra in diverse occasioni nella stagione 2008-2009.
Dopo due stagioni di esperienza – nelle serie minori – nella Nocerina e nel Milazzo, debutta nella massima serie con il Catania, il 25 aprile 2012 nella trasferta di Cagliari, purtroppo persa per 3-0.
Nella stagione successiva torna all'Avellino, in prestito, condividendo il ruolo di portiere titolare, complice un infortunio, con Andrea Seculin. A fine stagione conta 18 presenze in biancoverde.
Il ritorno a Catania, sempre in Serie B, gli permette di difendere i pali della porta etnea solo in 6 occasioni.
Nella stagione successiva, mentre si appresta a disputare il campionato di Lega Pro (Catania retrocesso d'ufficio per lo scandalo per illecito sportivo), viene ingaggiato dalla Salernitana per un prestito biennale con obbligo di riscatto.

### Empoli
L'11 luglio 2017 viene ceduto a titolo definitivo all'Empoli con cui firma un triennale. Dopo aver vissuto la stagione di Serie B come 3º portiere, l’anno successivo è in Serie A e parte titolare a causa dell'infortunio di Ivan Provedel e della cessione di Gabriel. Dopo avere giocato da titolare le prime 8 partite (ben figurando soprattutto nell'1-1 contro il Milan con una grande prestazione), viene rimpiazzato da Provedel.

### Fiorentina
Il 22 gennaio 2019 si trasferisce in prestito fino a giugno alla Fiorentina in cambio di Bartłomiej Drągowski. Visto l'infortunio del primo portiere Alban Lafont, esordisce dal 1º minuto con i gigliati il 10 marzo 2019 in Fiorentina-Lazio di campionato, con un'ottima prestazione che gli vale il posto da titolare anche nel match seguente contro il Cagliari, purtroppo perso per 2-1. Successivamente non disputerà nessun'altra partita visto il recupero dall'infortunio e la preferenza di Lafont, diventando ufficialmente il nuovo 12º della squadra viola. Il 7 luglio 2019 viene acquistato a titolo definitivo dal club.
Dopo due stagioni da riserva del titolare Drągowski, in cui riesce comunque a ritagliarsi spazi, nella stagione 2021-2022 Terracciano gioca la maggior parte delle gare, a causa dell'infortunio del portiere polacco. In seguito alle buone prestazioni, viene confermato dall'allenatore Vincenzo Italiano.
Il 17 agosto 2022 disputa la sua prima partita in carriera in una competizione europea, giocando da titolare il match di andata dei preliminari di Conference League contro il Twente, partita vinta dalla squadra gigliata per 2-1. Nella partita di ritorno viene schierato di nuovo titolare e diventa protagonista del match grazie a una serie di parate importanti fra cui una al 97º minuto. In questo modo, consente ai viola di mantenere il risultato sullo 0-0 e qualificarsi alla fase a gironi della Conference League.
Dopo essersi alternato tra fine 2022 e inizio 2023 con Pierluigi Gollini, nel febbraio 2023, in seguito al ritorno di Gollini all'Atalanta per fine prestito anticipata, diviene definitivamente il portiere titolare dei viola.
Il 19 agosto 2023, alla 1ª giornata del suo 6º campionato in maglia viola, colleziona la 100ª presenza con la Fiorentina, nella gara vinta 4-1 ai danni del Genoa.
Al termine della stagione 2024-2025 viene annunciato il suo addio al club toscano dopo sei stagioni e mezzo, durante le quali ha collezionato 155 presenze e 182 gol subiti in totale.

### Milan
Il 18 luglio 2025 viene acquistato a titolo definitivo dal Milan, con cui firma un contratto valido fino al 2026 con un'opzione per una seconda stagione. Sceglie di indossare la maglia numero 1.

## Statistiche

### Presenze e reti nei club
Statistiche aggiornate al 18 luglio 2025.
| Stagione           | Squadra            | Campionato         | Campionato | Campionato | Coppe nazionali | Coppe nazionali | Coppe nazionali | Coppe continentali | Coppe continentali | Coppe continentali | Altre coppe | Altre coppe | Altre coppe | Totale | Totale |
| Stagione           | Squadra            | Comp               | Pres       | Reti       | Comp            | Pres            | Reti            | Comp               | Pres               | Reti               | Comp        | Pres        | Reti        | Pres   | Reti   |
| ------------------ | ------------------ | ------------------ | ---------- | ---------- | --------------- | --------------- | --------------- | ------------------ | ------------------ | ------------------ | ----------- | ----------- | ----------- | ------ | ------ |
| 2008-2009          | Avellino           | B                  | 0          | 0          | CI              | -               | -               | -                  | -                  | -                  | -           | -           | -           | 0      | 0      |
| 2009-2010          | Nocerina           | 2D                 | 23         | -27        | CI+CI-LP        | 1+0             | -1              | -                  | -                  | -                  | -           | -           | -           | 24     | -28    |
| 2010-2011          | Milazzo            | 2D                 | 20+2       | -12 + -3   | CI-LP           | 0               | 0               | -                  | -                  | -                  | -           | -           | -           | 22     | -15    |
| 2011-2012          | Catania            | A                  | 2          | -3         | CI              | 0               | 0               | -                  | -                  | -                  | -           | -           | -           | 2      | -3     |
| 2012-2013          | Catania            | A                  | 0          | 0          | CI              | 0               | 0               | -                  | -                  | -                  | -           | -           | -           | 0      | 0      |
| 2013-2014          | Avellino           | B                  | 18         | -19        | CI              | 0               | 0               | -                  | -                  | -                  | -           | -           | -           | 18     | -19    |
| 2014-2015          | Catania            | B                  | 6          | -7         | CI              | 2               | -2              | -                  | -                  | -                  | -           | -           | -           | 8      | -9     |
| Totale Catania     | Totale Catania     | Totale Catania     | 8          | -10        |                 | 2               | -2              |                    | -                  | -                  |             | -           | -           | 10     | -12    |
| 2015-2016          | Salernitana        | B                  | 31+2       | -46 + -1   | CI              | 1               | -2              | -                  | -                  | -                  | -           | -           | -           | 34     | -49    |
| 2016-2017          | Salernitana        | B                  | 21         | -27        | CI              | 2               | -1              | -                  | -                  | -                  | -           | -           | -           | 23     | -28    |
| Totale Salernitana | Totale Salernitana | Totale Salernitana | 52+2       | -73 + -1   |                 | 3               | -3              |                    | -                  | -                  |             | -           | -           | 57     | -77    |
| 2017-2018          | Empoli             | B                  | 3          | -2         | CI              | 0               | 0               | -                  | -                  | -                  | -           | -           | -           | 3      | -2     |
| 2018-gen. 2019     | Empoli             | A                  | 8          | -10        | CI              | 1               | -3              | -                  | -                  | -                  | -           | -           | -           | 9      | -13    |
| Totale Empoli      | Totale Empoli      | Totale Empoli      | 11         | -12        |                 | 1               | -3              |                    | -                  | -                  |             | -           | -           | 12     | -15    |
| gen.-giu. 2019     | Fiorentina         | A                  | 2          | -3         | CI              | 0               | 0               | -                  | -                  | -                  | -           | -           | -           | 2      | -3     |
| 2019-2020          | Fiorentina         | A                  | 7          | -5         | CI              | 3               | -3              | -                  | -                  | -                  | -           | -           | -           | 10     | -8     |
| 2020-2021          | Fiorentina         | A                  | 4          | -4         | CI              | 3               | -3              | -                  | -                  | -                  | -           | -           | -           | 7      | -7     |
| 2021-2022          | Fiorentina         | A                  | 32         | -43        | CI              | 4               | -4              | -                  | -                  | -                  | -           | -           | -           | 36     | -47    |
| 2022-2023          | Fiorentina         | A                  | 29         | -38        | CI              | 4               | -3              | UECL               | 11                 | -11                | -           | -           | -           | 44     | -52    |
| 2023-2024          | Fiorentina         | A                  | 33         | -35        | CI              | 2               | -4              | UECL               | 11                 | -11                | SI          | 1           | -3          | 47     | -53    |
| 2024-2025          | Fiorentina         | A                  | 3          | -3         | CI              | 1               | -2              | UECL               | 5                  | -7                 | -           | -           | -           | 9      | -12    |
| Totale Fiorentina  | Totale Fiorentina  | Totale Fiorentina  | 110        | -131       |                 | 17              | -19             |                    | 27                 | -29                |             | 1           | -3          | 155    | -182   |
| 2025-2026          | Milan              | A                  | -          | -          | CI              | -               | -               | -                  | -                  | -                  | SI          | -           | -           | -      | -      |
| Totale carriera    | Totale carriera    | Totale carriera    | 246        | -288       |                 | 24              | -28             |                    | 27                 | -29                |             | 1           | -3          | 298    | -348   |

## Palmarès

### Club
- Campionato italiano di Serie B: 1

Empoli: 2017-2018

### Individuale
- Squadra della stagione della UEFA Conference League: 1

2023-2024